# Filippo Brunelleschi
Filippo Brunelleschi, född 1377 i Florens, Italien, död 15 april 1446 i Florens, var en italiensk arkitekt under ungrenässansen. Hans mest berömda byggnadsverk finns i Florens.

## Biografi

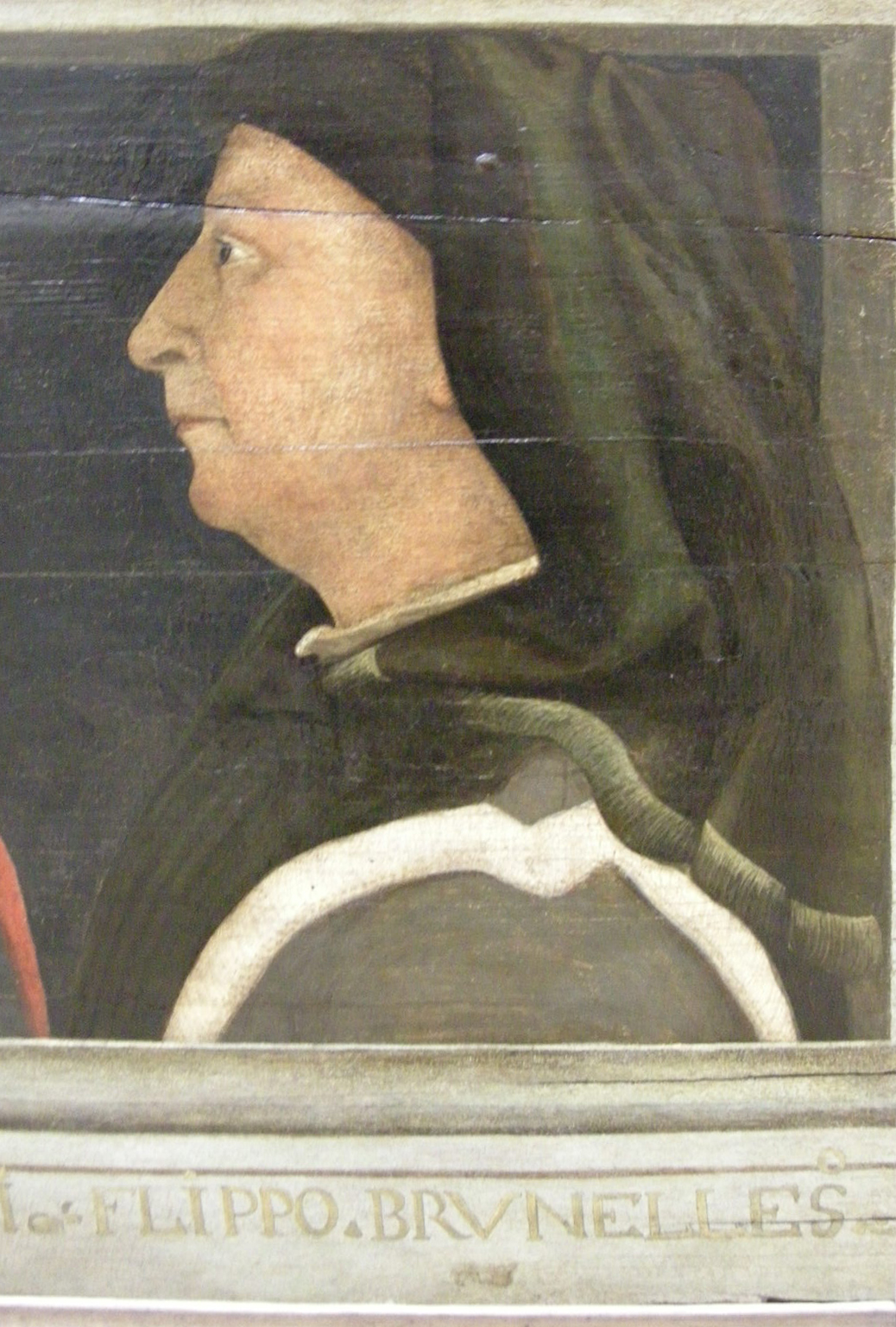
Porträtt av Filippo Brunelleschi.

Brunelleschi fick en omsorgsfull utbildning, där han bland annat ägnade sig åt tekniska studier och gick i lära hos en guldsmed. Han blev känd som konstnär första gången 1401, då han deltog med en tävlingsskiss föreställande "Abrahams offer", avsedd som dekor till de östra dörrarna i Baptisteriet i Florens. Tävlingen vanns av Lorenzo Ghiberti.
Brunelleschi var den förste att formulera och tillämpa perspektivlagarna inom konst och arkitektur; han utvecklade centralperspektivet.

## Byggnadsteknik och formspråk
Brunelleschis mästerverk är kupolen till Florens domkyrka Santa Maria del Fiore, uppförd 1417–1434 och den första kupol som uppförts i Italien sedan antiken. Den gigantiska kupolen, cirka 46 m bred, skulle ha varit omöjlig att uppföra med gotikens teknik, men Brunelleschi hade ingående kunskaper om romarnas valvteknik, förmedlad av den romerske arkitekten och arkitekturteoretikern Vitruvius. Brunelleschi förenade den antika romerska arkitekturens teknik med gotikens spetsform och skapade därmed en tvåskalig kupol, som var starkare och enklare att bygga.
Det var dock med Ospedale degli Innocenti, ("Hittebarnshuset", uppfört 1421–1444) som Brunelleschi åstadkom vad som brukar anses vara den första renässansbyggnaden. I dess fasad iakttar Brunelleschi den antika arkitekturens formspråk med slanka korintiska kolonner och breda valvbågar. I svicklarna har Andrea della Robbia utfört medaljonger i färgad terrakotta som framställer små lindebarn.

## Utmärkelser
- Nedslagskratern Brunelleschi på planeten Merkurius[15]
- Asteroiden 6055 Brunelleschi[16]

## Byggnadsverk i urval, samtliga i Florens

Santa Maria del Fiore, katedralen i Florens

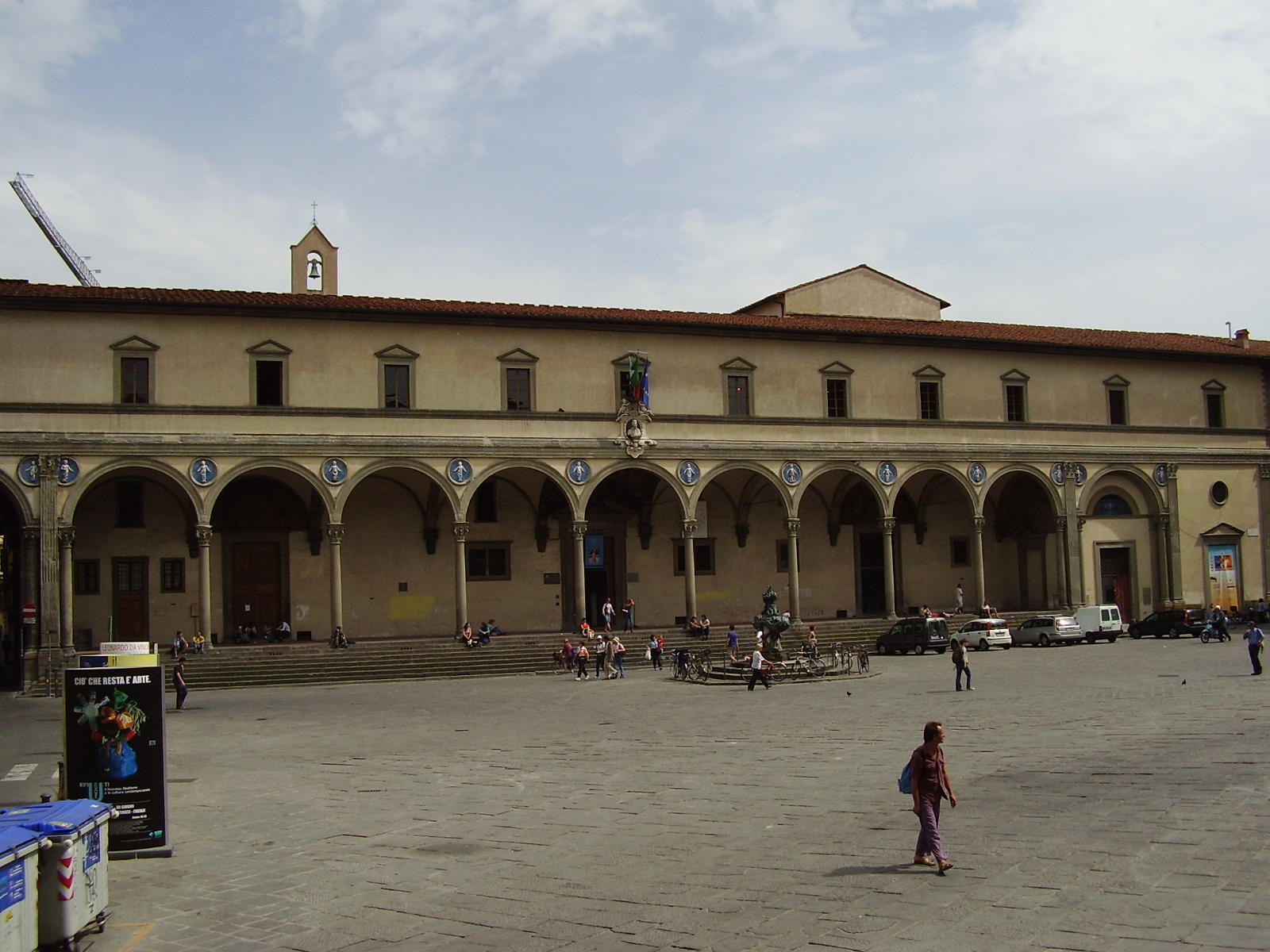
Ospedale degli Innocenti, ett barnhem för föräldralösa

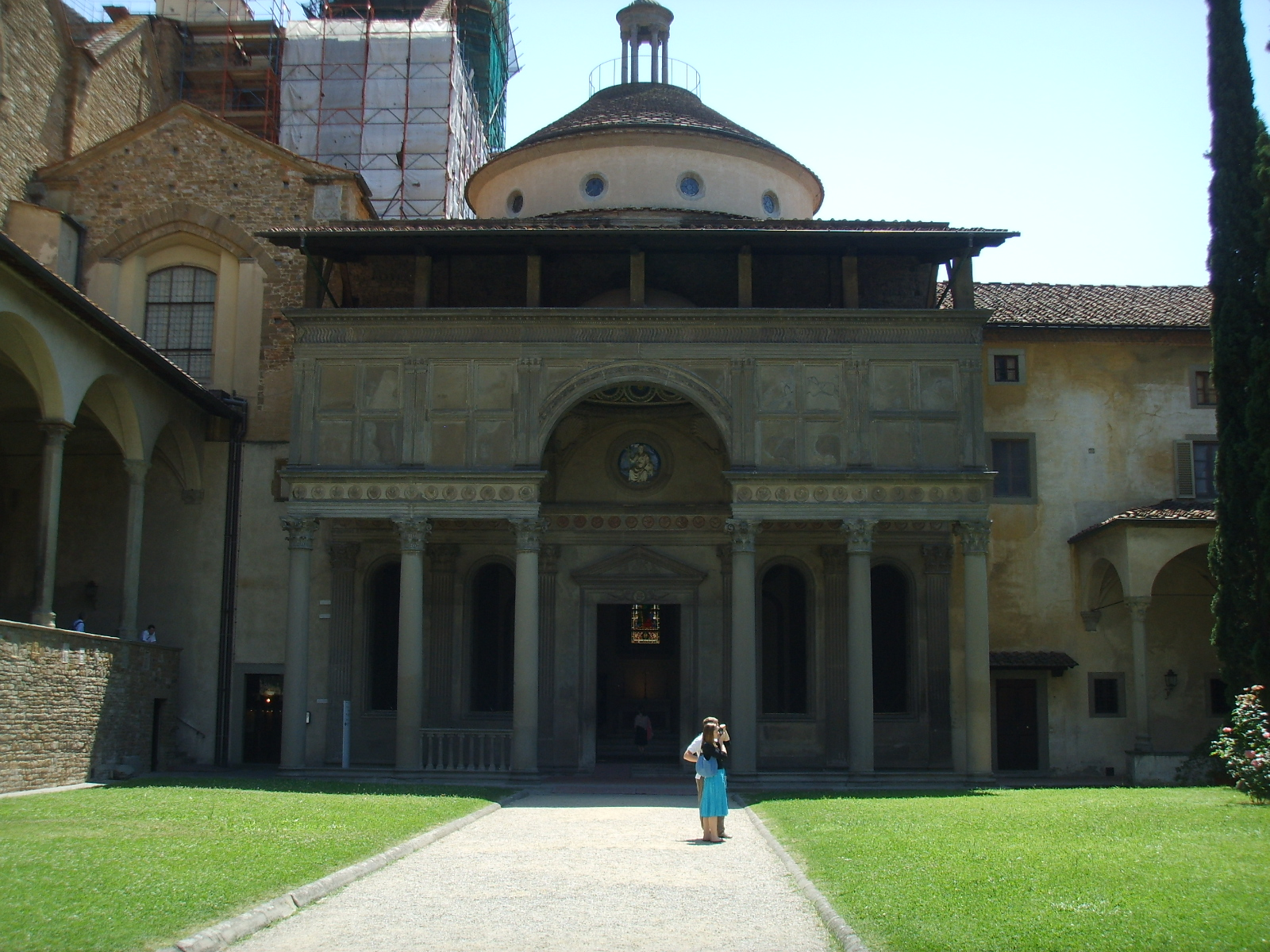
Cappella dei Pazzi, ett kapell typiskt för renässansen

- Santa Maria del Fiore, endast kupolen, 1417–1434
- Basilica di San Lorenzo, påbörjad cirka 1418
- Sagrestia Vecchia, del av basilikan San Lorenzo, 1419–1428
- Hittebarnshuset, 1421–1445
- Pazzikapellet, påbörjat 1429
- Santo Spirito, påbörjat 1436